# 乌鲁木齐市天山公园
乌鲁木齐市天山公园（維吾爾語：ئۈرۈمچى تيەنشەن باغچىسى‎）是中华人民共和国新疆维吾尔自治区乌鲁木齐市天山区2016年正式对外开放的公园。天山公园建设总面积30.44万平方米。

## 位置与建设
天山公园位于中华人民共和国新疆维吾尔自治区乌鲁木齐市天山区，在团结路和延安路均设有出入口，公园西侧为新疆艺术剧院木卡姆艺术剧团，北侧与新疆民族歌舞学校相邻。
天山公园原为一片由杨树和榆树组成的树林。2008年，乌鲁木齐市人民政府与乌鲁木齐市天山区人民政府两级政府准备投资，将这片杨树林修建为大湾公园。公园于2010年秋季开始修建并被重新命名为天山公园。2013年，天山公园建设完工，并于第二年正式成立。但直到2016年6月1日，天山公园才正式对外开放。2018年5月，天山公园内拥有数个水上娱乐项目的天山欢乐水世界建成并对外开放。2019年冬季，天山公园人工湖经过浇灌和打磨成为冰场，为游人提供冰上运动的的场地，同时也可进行其他冰上休闲活动。

## 现状
天山公园建设总面积超过30万平方米，其中绿地面积超过91%，近28万平方米。天山公园在原有植被的基础上进一步进行绿化，公园内有包括云杉、红叶海棠、金叶复叶槭、胡杨、夏橡在内的乔木30种，4700余株。园内还有连翘和丁香花在内的灌木12种，超过51万株，也有萱草、法国菊、紫玉簪等12种宿根花卉，超过360万株。为改善公园内水质盐度超标及土壤盐化的情况，2018年4月以后种植的乔木选择了馒头柳、沙枣、桑树、垂柳等耐碱乔木，在2.5万平方米的人工湖边，种植有芦苇等可净化水质的水生植物。公园设置有像牡丹芍药园和郁金香园的季节性观赏园。天山公园内主要道路包括人行道和深入林地的游览步行道，并建设有湖边的木栈道、亲水台以及凉亭、座椅等基础设施。公园内有占地超过400平方米的篮球场和占地超过200平方米的门球场。
天山公园是隶属于乌鲁木齐市林业和草原局（乌鲁木齐市园林管理局）的差额补贴事业单位，截止2020年，拥有在职人员32人。

## 图片
| - 乌鲁木齐市天山公园一角 - 乌鲁木齐市天山公园天山母亲雕像 - 乌鲁木齐市天山公园内的人工湖 |